# Першин, Павел Николаевич
Павел Николаевич Першин (4 января 1891, с. Бубинское Пермской губернии — 11 ноября 1970, Киев) — советский экономист-аграрник; профессор, академик АН УССР (30.6.1948).
Окончил физико-математический факультет (1912) и юридический факультет (1916) Петроградского университета.
В 1948—1950 — директор института экономики АН УССР.
Похоронен в Киеве на Байковом кладбище.

## Награды
- два ордена Ленина
- два ордена Трудового Красного Знамени
- Лауреат Государственной премии СССР (1969)
- Заслуженный деятель науки и техники УССР (1966).

## Память
На доме № 15 по ул. Челюскинцев в Киеве, где в 1950—1970 жил П. Н. Першин, установлена мемориальная доска.